# Медаль «За службу во Вьетнаме»
Медаль «За службу во Вьетнаме» (англ. Vietnam Service Medal) — американская медаль, предназначенная для вручения военнослужащим, принимавшим участие во Вьетнамской войне. Учреждена указом Президента США Линдона Джонсона 8 июля 1965 года.

## Критерии награждения
Медаль вручалась всем военнослужащим Вооружённых сил США, находившимся в течение 30 дней подряд (или 60 дней с перерывами) в составе подразделений (на борту кораблей), участвовавших или поддерживавших боевые действия на территории Южного Вьетнама, Таиланда, Камбоджи, Лаоса в период с 15 ноября 1961 по 28 марта 1973 года, а также 29—30 апреля 1975 года (операция «Частый ветер»). В дополнение к медали прилагается по одной бронзовой звезде за каждую кампанию Вооружённых сил США в Юго-Восточной Азии, в которой участвовал данный военнослужащий; пять бронзовых звёзд заменяются одной серебряной. По своему желанию военнослужащий, награждённый Экспедиционной медалью Вооружённых сил за службу во Вьетнаме в период между июлем 1958 и июлем 1965 года, может обменять её на медаль «За службу во Вьетнаме».

## Описание

Лента медали

Медаль изготовляется из бронзы и имеет форму правильного круга диаметром 1 ¼ дюйма.
На лицевой стороне медали: азиатский дракон в профиль, частично скрытый зарослями бамбука. Ниже изображения надпись «REPUBLIC OF VIETNAM SERVICE» в три строчки.
На оборотной стороне медали: натянутый лук, частично заслонённый горящим факелом. В нижней части медали по её краю идёт надпись «UNITED STATES OF AMERICA».